# كأس الأمير 1973–74
أقيمت قرعة بطولة كأس الأمير 1973/1974 على الشكل التالي :

## الدور التمهيدي
- نادي العربي الكويتي (2) × نادي الشهداء (1)
- نادي الصليبيخات (5) × نادي الساحل الكويتي (0)
- نادي التضامن الكويتي (2) × نادي خيطان (1)
- نادي النصر الكويتي (3) × نادي الشباب الكويتي (2)
- نادي كاظمة (6) × نادي الفحيحيل (5) ضربات جزاء
- نادي الكويت (1) × نادي السالمية (0)

## دور الثمانية
- نادي القادسية الكويتي (1) × نادي العربي الكويتي (0)
- نادي التضامن الكويتي (4) × نادي الصليبيخات (0)
- نادي اليرموك (3) × نادي النصر الكويتي (0)
- نادي الكويت (1) × نادي كاظمة (0)

## الدور قبل النهائي
- نادي القادسية الكويتي (3) × نادي التضامن الكويتي (1)
- نادي الكويت (3) × نادي اليرموك (1)

## تحديد الثالث والرابع
- نادي التضامن الكويتي (7) × نادي اليرموك (5) ضربات جزاء

## النهائي
- نادي القادسية الكويتي (1) × نادي الكويت (0)

سجل هدف القادسية :
- جاسم يعقوب

## مقتطفات من البطولة
- سجل جاسم يعقوب هدفه في النهائي بطريقة مقصية، وهو يعتبر أجمل هدف في تاريخ كأس الأمير.
- تم تسجيل 43 هدف في 14 مباراة.
- فتحي كميل سجل ثلاثيتين في مباراتين مختلفتين، الأول كان ضد نادي الصليبيخات والثاني أمام نادي اليرموك.
- هداف البطولة هو فتحي كميل برصيد 7 أهداف.